# Jozef Deckers
Jozef Jos Deckers (né à Anvers le 12 juin 1938 et mort dans la même ville le 20 septembre 2015), était un joueur de football belge qui jouait au poste d'attaquant puis de défenseur en fin de carrière. Il est surtout connu pour les douze saisons qu'il passe au Royal Antwerp Football Club, remportant un titre de champion de Belgique et une Coupe.

## Carrière
Jozef Deckers s'affilie à l'Antwerp en 1948. À l'âge de seize ans, il est intégré au noyau de l'équipe première et il dispute son premier match officiel le 15 mai 1955 contre Waterschei. Un mois plus tard, il remporte la finale de la Coupe de Belgique contre la même équipe, disputant toute la rencontre sur l'aile droite de l'attaque. Il est le plus souvent réserviste durant ses premières saisons et ne joue que quelques rencontres. Il est toutefois sacré champion de Belgique 1957, même s'il ne dispute qu'un seul match durant la saison. À partir de la saison 1958-1959, il obtient une place dans l'équipe de base, qu'il ne quittera plus jusqu'en 1966, reculant toutefois au poste d'arrière latéral droit.
En 1966, il est prêté pour un an au Tubantia Borgerhout, un club de la banlieue anversoise qui évolue en Promotion. Il joue ensuite deux ans en Division 2 au Sint-Niklaasse SK, toujours sous forme de prêt, puis retourne encore une saison en location au Tubantia. Finalement, il rejoint définitivement ce club en 1970 et y reste encore deux saisons. Il part alors pour le FC Ranst, une équipe évoluant dans les séries provinciales, où il met un terme à sa carrière en 1975.

## Palmarès
- Champion de Belgique en 1957 : R. Antwerp FC.
- Vice champion de Belgique en 1956, 1958 et 1963 : R. Antwerp FC.
- Vainqueur de la Coupe de Belgique en 1955 : R. Antwerp FC.

## Statistiques
| Saison                | Club                      | Championnat           | Championnat | Championnat | Coupe(s) nationale(s) | Coupe(s) nationale(s) | Compétition(s) continentale(s) | Compétition(s) continentale(s) | Compétition(s) continentale(s) | Total | Total |
| Saison                | Club                      | Division              | M.          | B.          | M.                    | B.                    | Comp.                          | M.                             | B.                             | M.    | B.    |
| 1954-1955             | R. Antwerp FC             | Division 1            | 2           | 1           | 2                     | 1                     | -                              | 0                              | 0                              | 4     | 2     |
| 1955-1956             | R. Antwerp FC             | Division 1            | 4           | 0           | 2                     | 0                     | -                              | 0                              | 0                              | 6     | 0     |
| 1956-1957             | R. Antwerp FC             | Division 1            | 1           | 0           | 0                     | 0                     | -                              | 0                              | 0                              | 1     | 0     |
| 1957-1958             | R. Antwerp FC             | Division 1            | 1           | 0           | 0                     | 0                     | C1                             | 0                              | 0                              | 1     | 0     |
| 1958-1959             | R. Antwerp FC             | Division 1            | 19          | 8           | 0                     | 0                     | -                              | 0                              | 0                              | 19    | 8     |
| 1959-1960             | R. Antwerp FC             | Division 1            | 30          | 10          | 0                     | 0                     | -                              | 0                              | 0                              | 30    | 10    |
| 1960-1961             | R. Antwerp FC             | Division 1            | 24          | 3           | 0                     | 0                     | -                              | 0                              | 0                              | 24    | 3     |
| 1961-1962             | R. Antwerp FC             | Division 1            | 11          | 2           | 0                     | 0                     | -                              | 0                              | 0                              | 11    | 2     |
| 1962-1963             | R. Antwerp FC             | Division 1            | 30          | 0           | 0                     | 0                     | -                              | 0                              | 0                              | 30    | 0     |
| 1963-1964             | R. Antwerp FC             | Division 1            | 21          | 3           | 3                     | 0                     | -                              | 0                              | 0                              | 24    | 3     |
| 1964-1965             | R. Antwerp FC             | Division 1            | 20          | 2           | 1                     | 0                     | C3                             | 3                              | 0                              | 24    | 2     |
| 1965-1966             | R. Antwerp FC             | Division 1            | 12          | 0           | 1                     | 0                     | C3                             | 1                              | 0                              | 14    | 0     |
| Sous-total            | Sous-total                | Sous-total            | 175         | 19          | 9                     | 1                     | -                              | 4                              | 0                              | 188   | 20    |
| 1966-1967             | K. Tubantia Borgerhout FC | Promotion             | -           | -           | -                     | -                     | -                              | 0                              | 0                              | 0     | 0     |
| 1967-1968             | Sint-Niklaasse SK         | Division 2            | -           | -           | -                     | -                     | -                              | 0                              | 0                              | 0     | 0     |
| 1968-1969             | Sint-Niklaasse SK         | Division 2            | -           | -           | -                     | -                     | -                              | 0                              | 0                              | 0     | 0     |
| 1969-1970             | K. Tubantia Borgerhout FC | Promotion             | -           | -           | -                     | -                     | -                              | 0                              | 0                              | 0     | 0     |
| 1970-1971             | K. Tubantia Borgerhout FC | Promotion             | -           | -           | -                     | -                     | -                              | 0                              | 0                              | 0     | 0     |
| 1971-1972             | K. Tubantia Borgerhout FC | Promotion             | -           | -           | -                     | -                     | -                              | 0                              | 0                              | 0     | 0     |
| 1972-1973             | FC Ranst                  | prov.                 | -           | -           | -                     | -                     | -                              | 0                              | 0                              | 0     | 0     |
| 1973-1974             | FC Ranst                  | prov.                 | -           | -           | -                     | -                     | -                              | 0                              | 0                              | 0     | 0     |
| 1974-1975             | FC Ranst                  | prov.                 | -           | -           | -                     | -                     | -                              | 0                              | 0                              | 0     | 0     |
| Total sur la carrière | Total sur la carrière     | Total sur la carrière | 175         | 19          | 9                     | 1                     | -                              | 4                              | 0                              | 188   | 20    |